# Oriol estriat
L'oriol estriat (Oriolus sagittatus) és un ocell de la família dels oriòlids (Oriolidae).

## Hàbitat i distribució
Viu als boscos i sabanes de les terres baixes del nord-est d'Austràlia Occidental, cap a l'est, a la llarga de la costa i illes del nord del Territori del Nord fins Queensland, cap al sud, a través de l'est de Nova Gal·les del Sud fins al sud-est d'Austràlia Meridional.